# Lezina persica
Lezina persica är en insektsart som först beskrevs av Adelung 1902.  Lezina persica ingår i släktet Lezina och familjen Gryllacrididae. Inga underarter finns listade i Catalogue of Life.